# Leptasthenura xenothorax
Rabudinho-de-sobrancelha-branca ou rabudinho-de-sobrancelhas (Leptasthenura xenothorax) é uma espécie de ave da família Furnariidae.
É endémica do Peru.
Os seus habitats naturais são: regiões subtropicais ou tropicais húmidas de alta altitude.
Está ameaçada por perda de habitat.